# تپه مزارستان دریژان علیا
تپه مزارستان دریژان علیا مربوط به دوره اشکانیان است و در شهرستان دورود، بخش مرکزی، دهستان ژان، ۲۵۰ متری جنوب روستای دریژان علیا واقع شده و این اثر در تاریخ ۲۸ شهریور ۱۳۸۶ با شمارهٔ ثبت ۱۹۵۶۳ به‌عنوان یکی از آثار ملی ایران به ثبت رسیده است.